# Subaru Crosstrek
Subaru Crosstrek — компактний кросовер японської компанії Subaru, який випускається з кінця 2011 року.
Спочатку автомобіль продавався як XV у всьому світі та як XV Crosstrek у Сполучених Штатах і Канаді. У 2015 році Subaru відмовилася від назви XV у Сполучених Штатах і Канаді, продаючи його просто як Crosstrek для 2016 модельного року і далі. У 2022 році Subaru представила модель третього покоління, вперше використавши назву Crosstrek у всьому світі.

## Перше покоління (GP; 2011-2017)

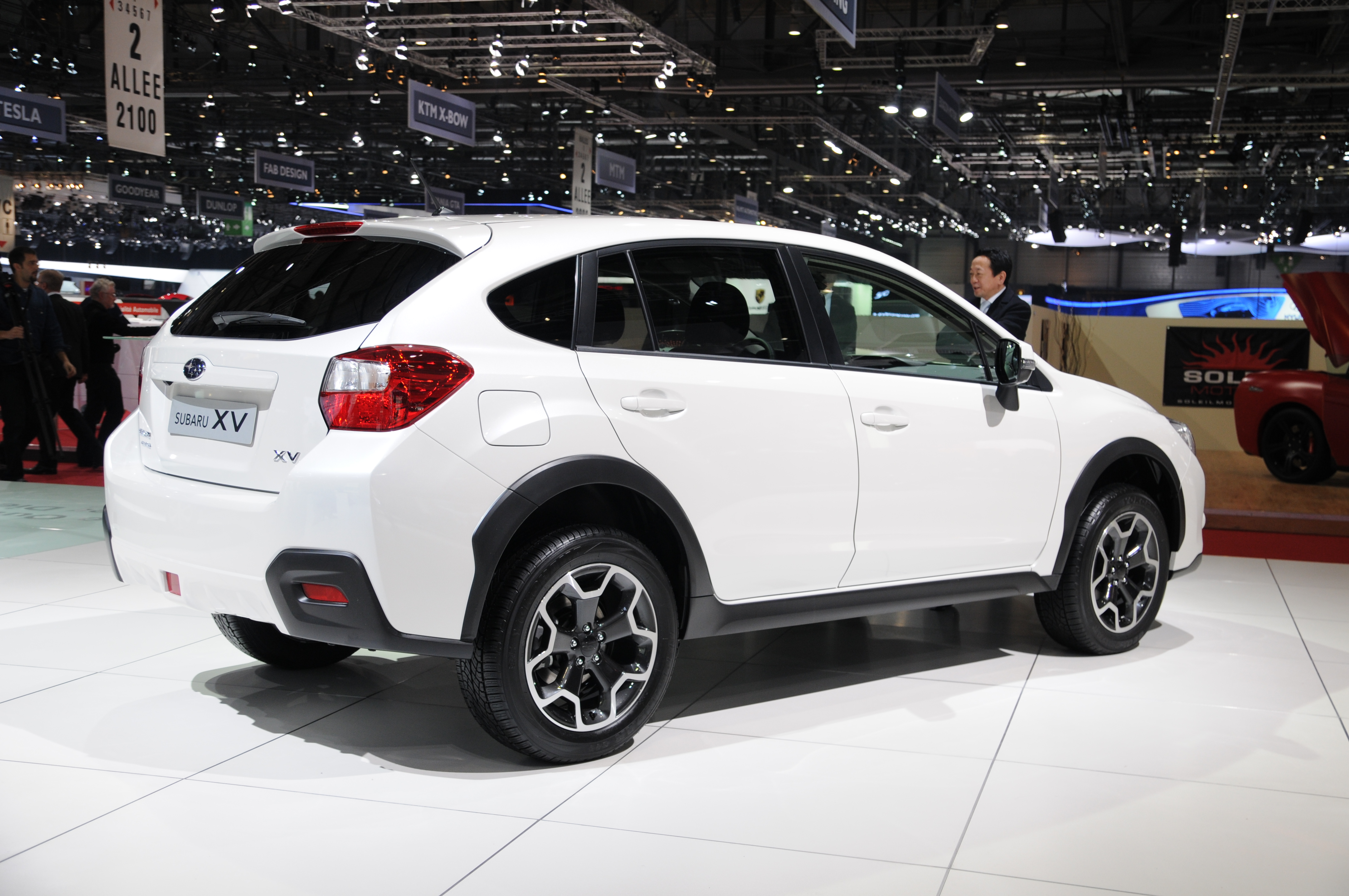
Subaru XV

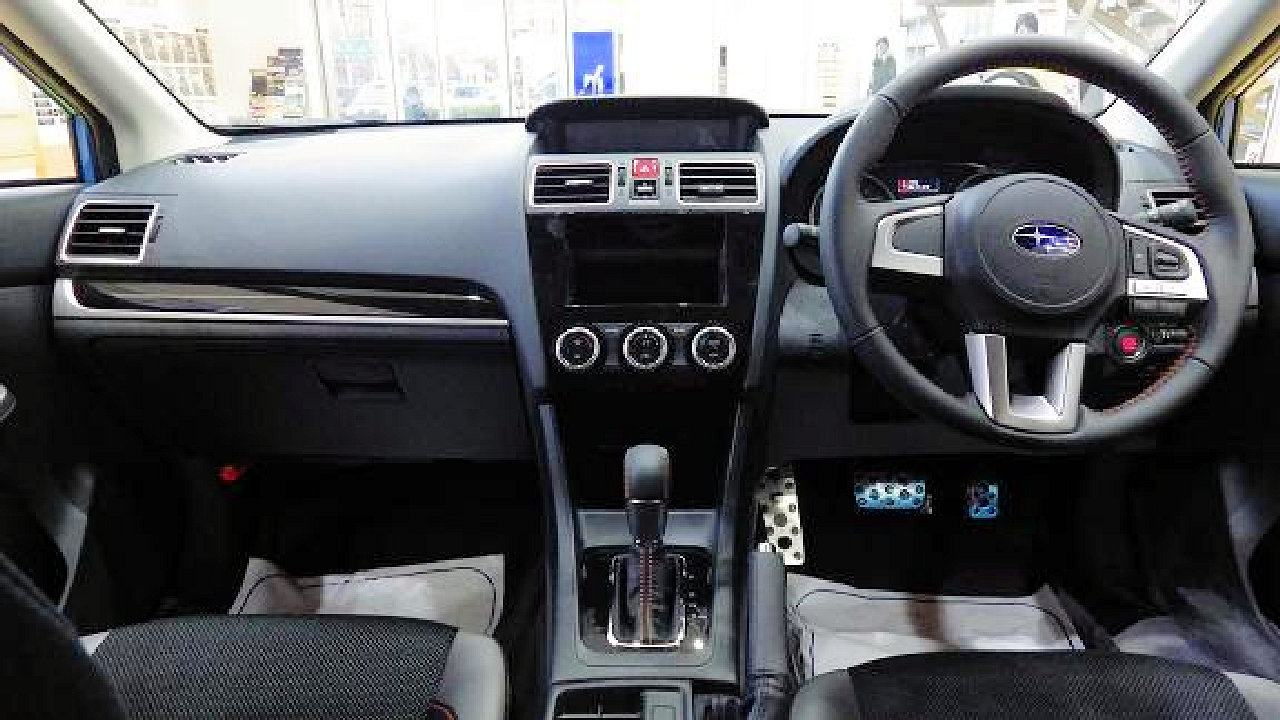
Subaru XV

Кросовер Subaru XV був створений за мотивами концепт-кара Subaru XV, презентація якого пройшла в квітні 2011 року на автосалоні в Шанхаї. Готова ж модель Subaru XV була представлена у Франкфурті 13 вересня 2011 року.
За задумом розробників автомобіль Subaru XV мав представити собою поєднання функціональності, стилю і комфорту під час їзди.
Subaru XV є відповіддю Subaru на успішні компактні позашляховики, такі як Mitsubishi ASX, Nissan Qashqai і Volkswagen Tiguan. Автомобіль розроблений на основі хетчбека Subaru Impreza четвертого покоління.
Модель відрізняється високим рівнем безпеки і отримала максимальний рейтинг «5 зірок» в рамках випробувань Європейської програми оцінки нових автомобілів (Euro NCAP) в 2011 році.
Об'єм багажника становить від 380 до 1270 літрів.
Базовий двигун 1,6 л бензиновий опозитний потужністю 114 к.с. працює з 5-ступінчастою механічною коробкою передач. Є ще 2,0-літровий опозитний двигун потужністю 150 к.с. з 6-ступінчастою механічною коробкою передач. Для цих двигунів також доступний безступеневий варіатор (ланцюговий, Lineartronic CVT) з системою старт-стоп.
Крім того пропонується 2,0-літровий дизель опозитний двигун 147 к.с. з 6-ступінчастою механічною коробкою передач і фільтром сажі.
В 2015 році модель оновили, змінивши оснащення, покращивши шумоізоляцію салону, перенастроїли підвіску.
У 2016 році відбувся редизайн автомобіля у процесі якого XV отримав новий задній спойлер, фари і бампера. Зовні автомобіль став виглядати брутальніше, ніж моделі Forester і Outback. Агресивний вигляд автомобілю додають фари головного світла «соколине око». Передню частину автомобіля прикрашає масивна решітка радіатора у формі шестикутника з покритими хромом «крилами». Дизайнерами була підкреслена динамічність кросовера, виражена у великому куті нахилу вітрового скла і низхідному даху. Автомобіль комплектується 17-дюймовими колесами Yokohama Geolandar G95s. Габарити автомобіля рівні: довжина - 4,45м, ширина - 1,78м, висота - 1,57м, а колісна база - 2635мм. Залежно від модифікації, Subaru XV може оснащуватися: шістьма подушками безпеки, системою стабілізації, клімат-контролем, мультимедійною системою, камерою заднього виду, круїз-контролем, передніми сидіннями з підігрівом, ксеноновими фарами, литими дисками, шкіряною оббивкою крісел, іммобілайзером, датчиками дощу і світла. 

### Двигуни
Бензинові
- 1,6i FB16 114 к.с. 150 Нм
- 2,0i FB20 150 к.с. 196 Нм
- 2,0 Hybrid FB20X H4 150 к.с. + електродвигун 14 к.с.

Дизельний
- 2,0D EE20 147 к.с. 350 Нм

## Друге покоління (GT; 2017-2023)

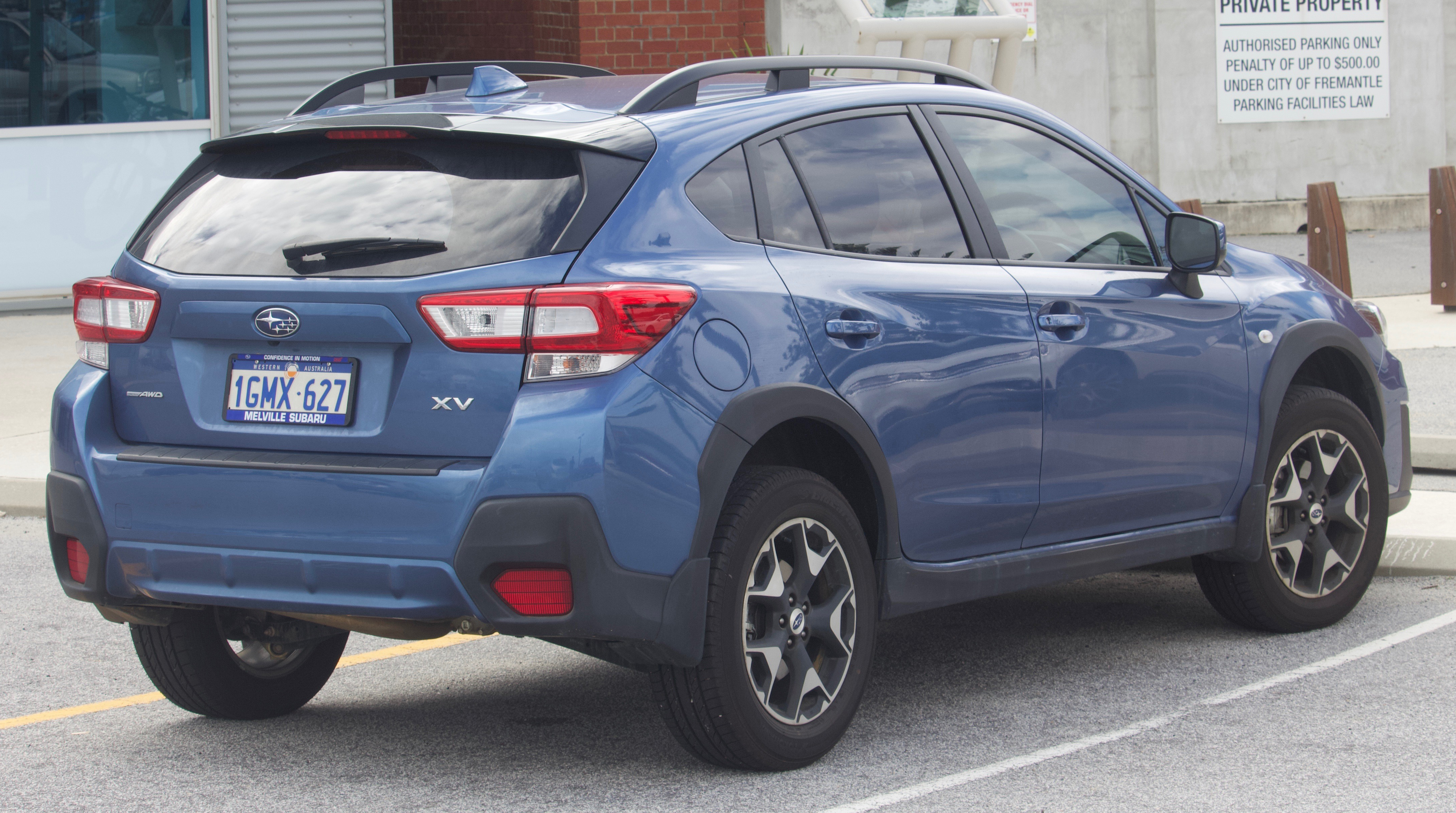
Subaru XV 2.0i (G5X)

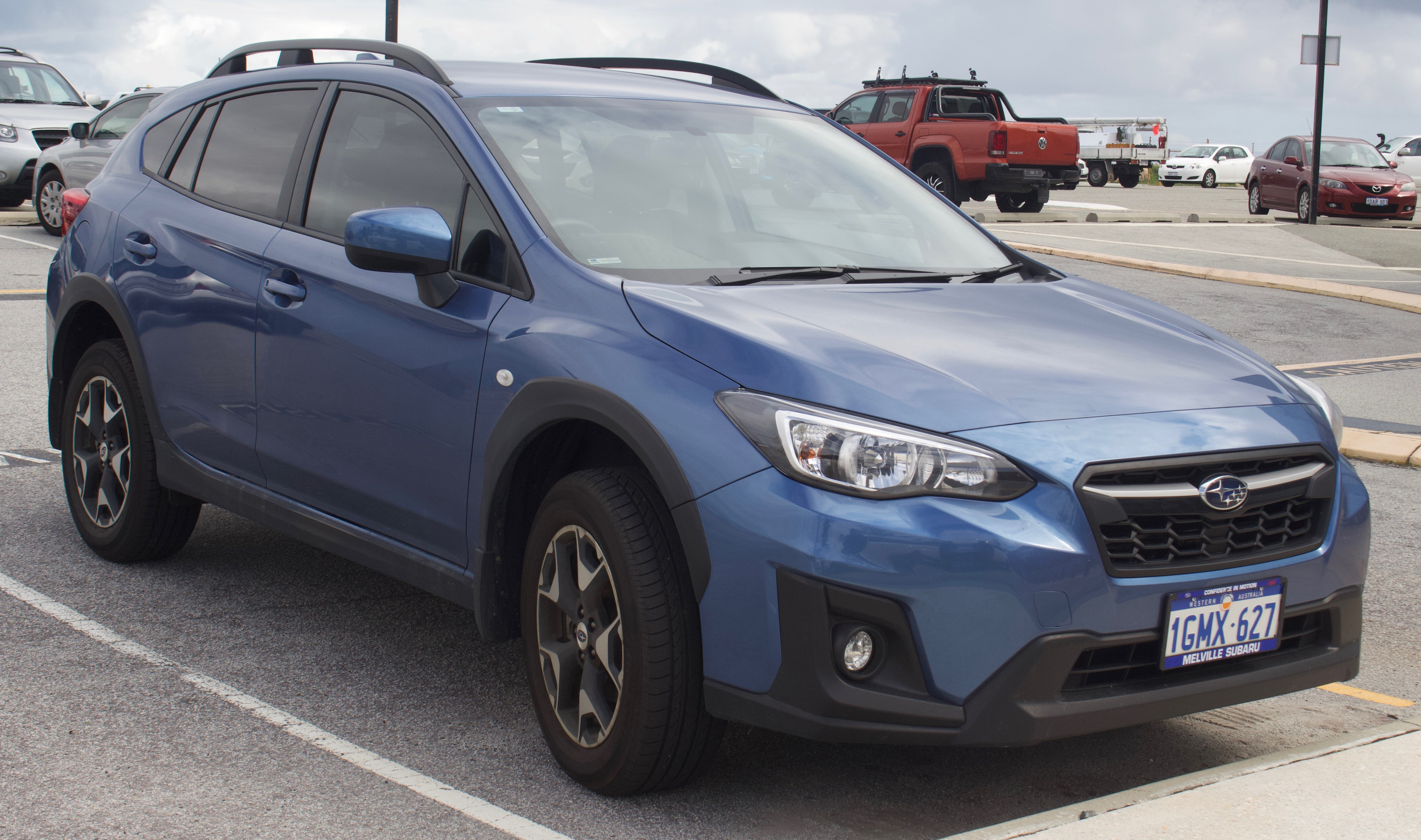
Subaru XV 2.0i (G5X)

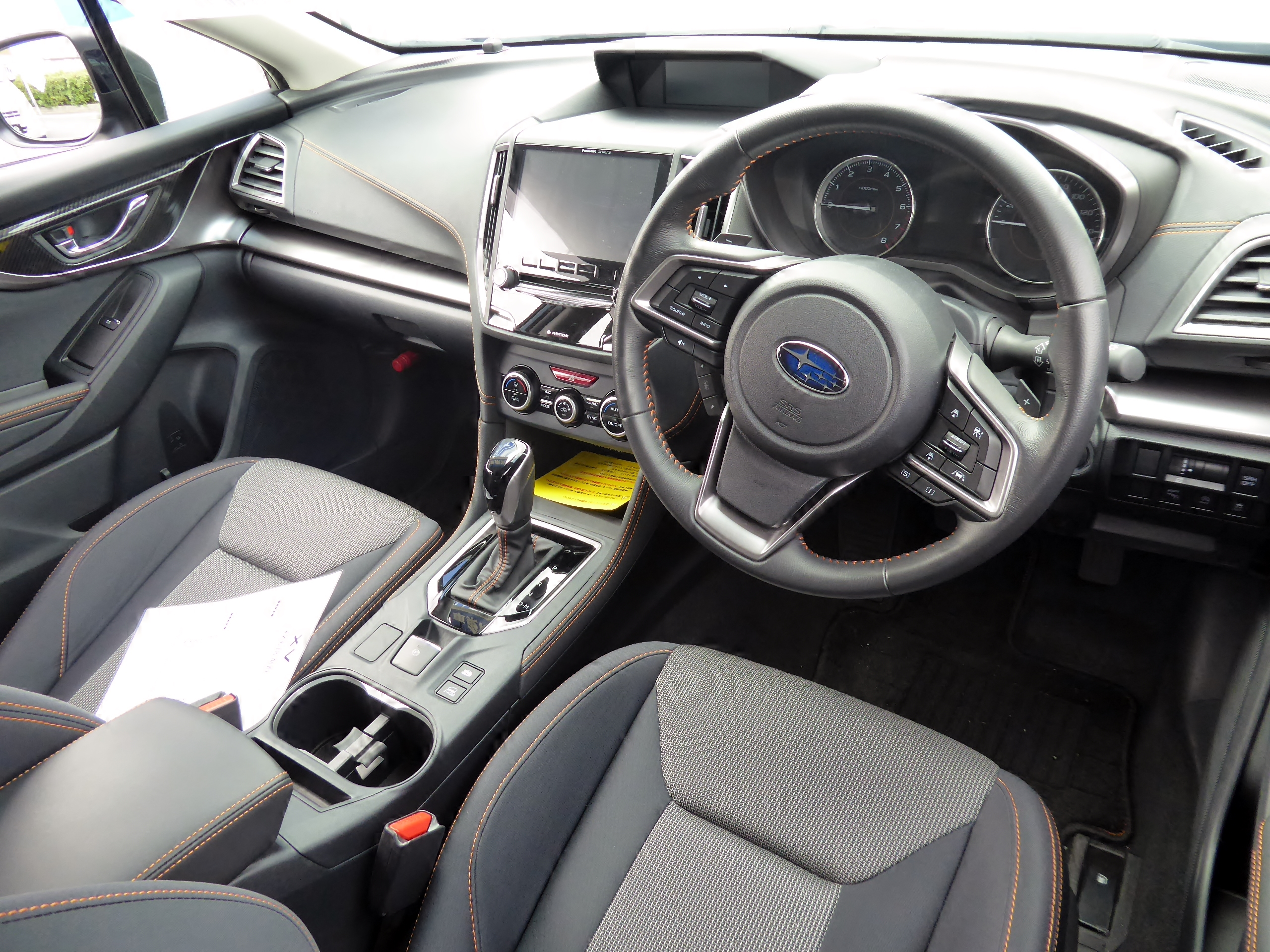
Subaru XV 2.0i-L EyeSight (DBA-GT7)

На 87-му Женевському автосалоні в березні 2017 року представлено Subaru XV другого покоління (індекс GT). Автомобіль збудовано на новій платформі Subaru Global Platform, що й п'яте покоління Subaru Impreza. У довжину XV додав 15 мм (4465 мм), в ширину - 20 мм (1800 мм), а надбавка між осями склала 30 мм (2665 мм). Висота при цьому залишилася на рівні 1615 мм. Схема підвісок та ж - стійки McPherson спереду і багатоважільна ззаду.

### Оновлення 2020 року
Починаючи з літа 2020 року, Subaru почав продавати XV (Crosstrek в Америці) 2021 року зі змінами, включаючи екстер'єр, новий рівень комплектації, більше технологій допомоги водієві та новий варіант двигуна об'ємом 2,5 л. Найбільш очевидна зовнішня зміна стилю - більша обшивка переднього нижнього бампера чорним пластиком.

### В Україні
Оновлений кросовер був представлений в Україні у 2021 році. В нашій країні пропонується в комплектаціях Active, Touring та Premium.

### Двигуни
Бензинові
- 1,6i FB16 H4 114 к.с. 150 Нм
- 2,0i FB20D H4 156 к.с. 196 Нм
- 2,0 e-Boxer Hybrid FB20D H4 145 к.с. + електродвигун 13,6 к.с.
- 2,0 Plug-in-Hybrid FB20D H4 139 к.с. + 2 електродвигуни 120 к.с., сумарно 150 к.с.

## Третє покоління (GU; з 2022)

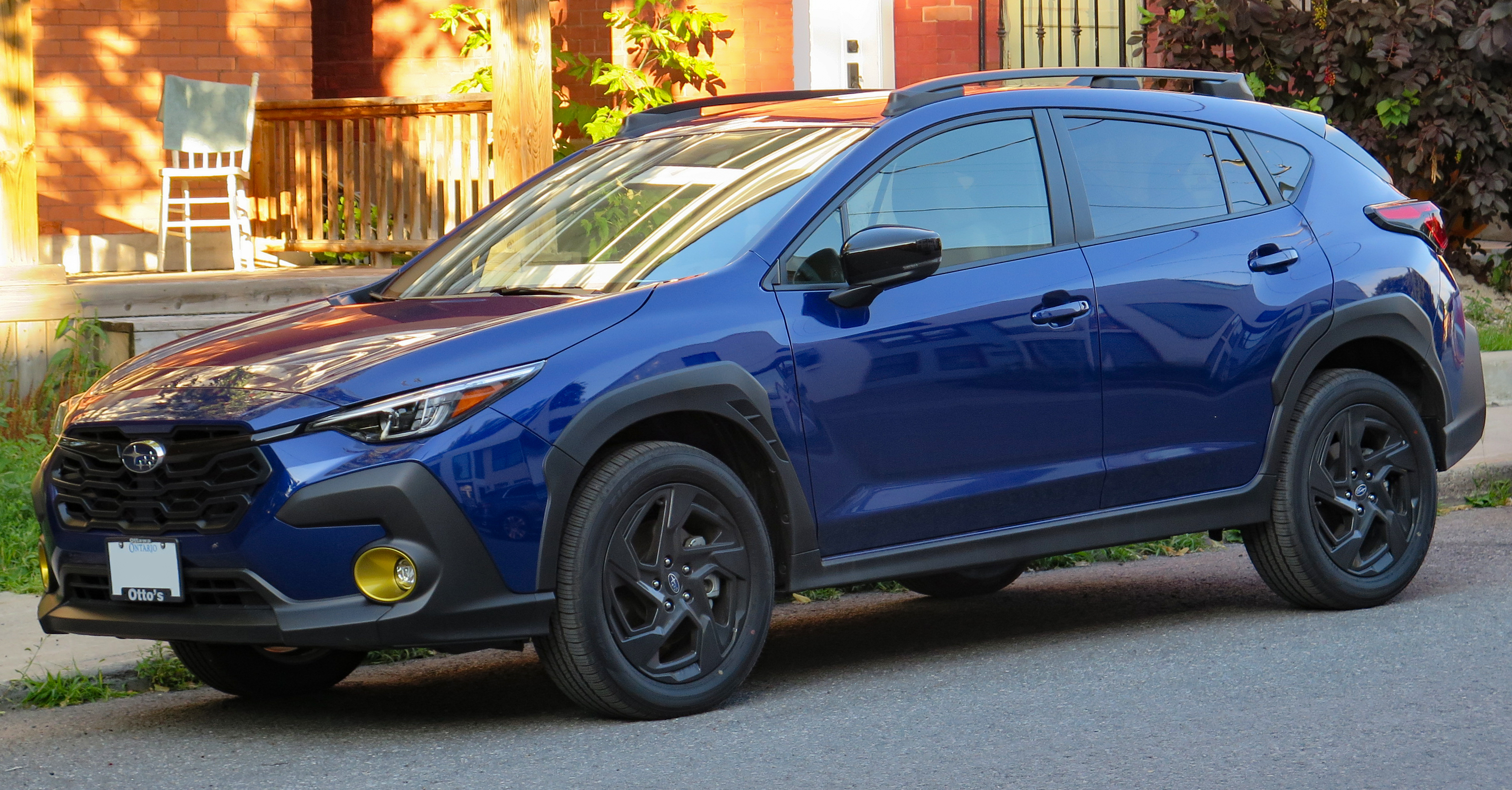
Subaru Crosstrek (5AA-GUE)

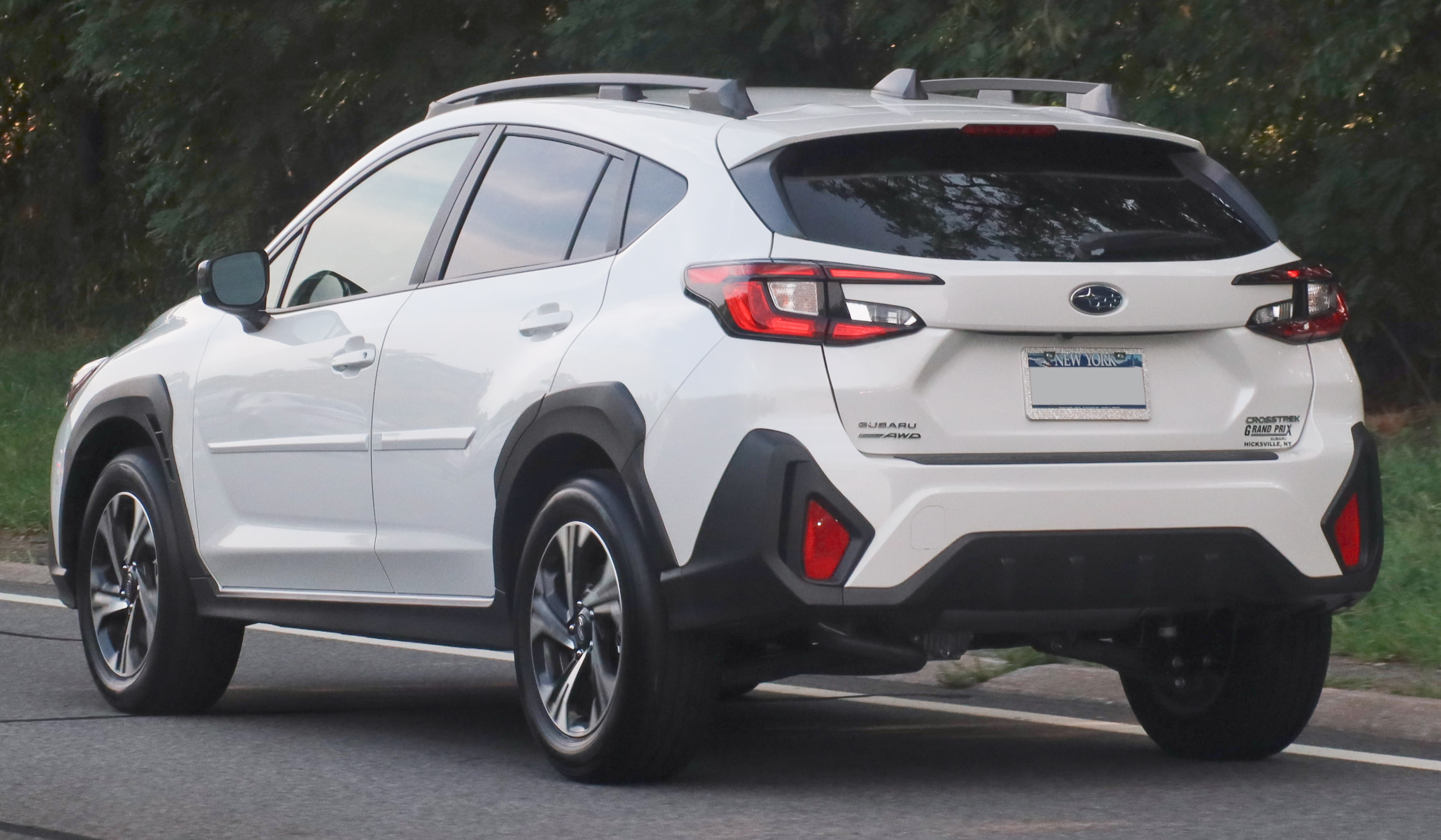
Subaru Crosstrek (5AA-GUE)

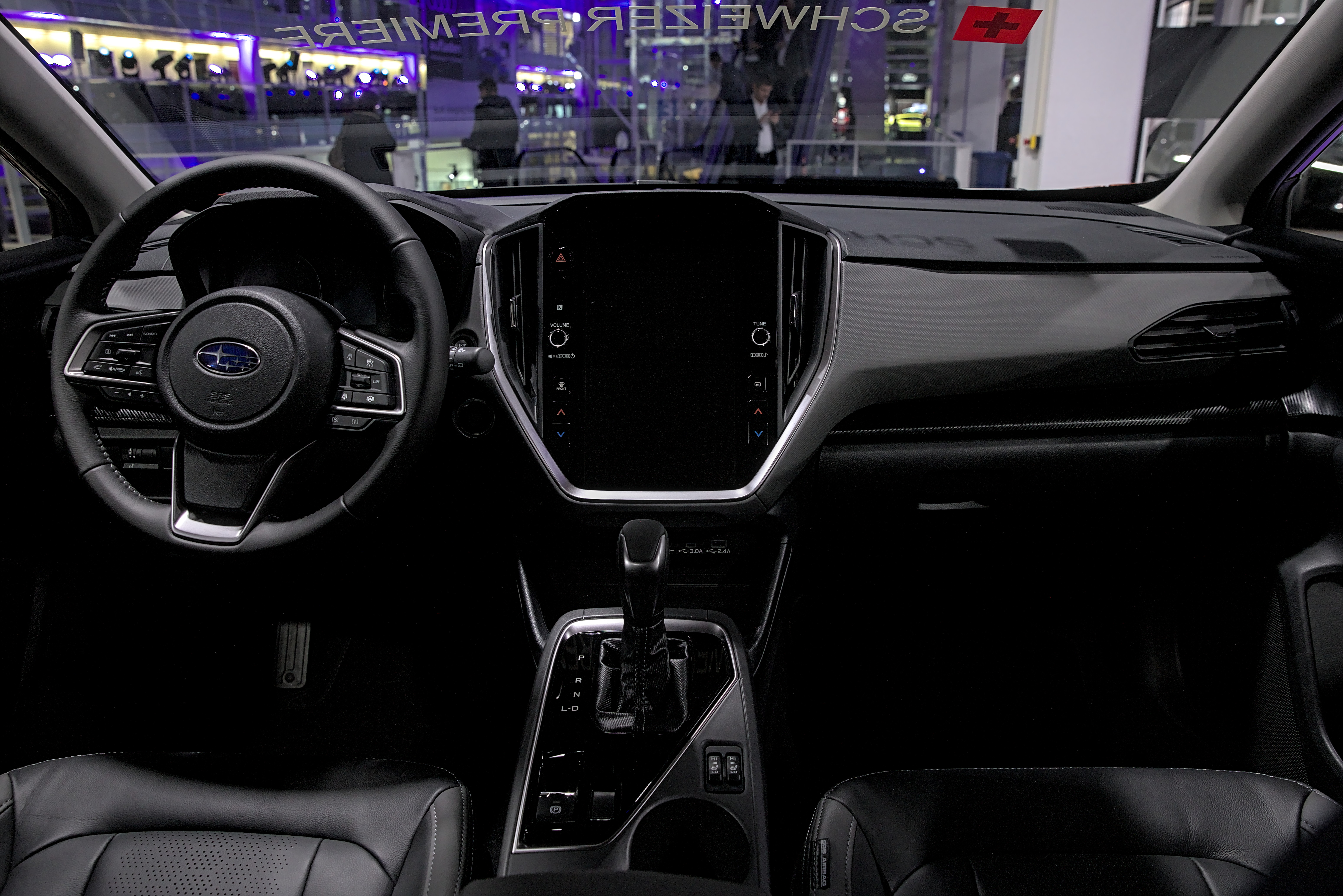

Третє покоління Crosstrek було представлено в Японії 15 вересня 2022 року, яке базувалося на попередній моделі. Він надійшов у продаж у Японії в грудні 2022 року, доступний також з передньопривідним варіантом. Його дебют у Північній Америці відбудеться на Чиказькому автосалоні 9 лютого 2023 року.

### Двигуни
- 2.0 L FB20D H4
- 2.5 L FB25D H4
- 2.0 L FB20D e-Boxer H4 mild hybrid (MHEV)

## Продажі
| рік  | США     | Канада | Таїланд |
| ---- | ------- | ------ | ------- |
| 2012 | 7,396   | 2,008  |         |
| 2013 | 53,741  | 6,115  |         |
| 2014 | 70,956  | 6,922  | 1,797   |
| 2015 | 88,927  | 8,422  | 2,295   |
| 2016 | 95,677  | 9,723  | 1,619   |
| 2017 | 110,138 | 11,168 | 1,058   |
| 2018 | 144,384 | 14,539 | 1,440   |
| 2019 | 131,152 | 15,184 |         |
| 2020 | 119,716 | 15,392 |         |
| 2021 | 127,466 | 23,342 |         |